# Vickers Vixen
Il Vickers Vixen, in inglese volpe (femmina), era un biplano realizzato dall'azienda britannica Vickers Limited nel corso degli anni venti del XX secolo.
Progettato per l'utilizzo sia come bombardiere che come ricognitore o osservatore, trovò impiego principalmente nell'aeronautica cilena.

## Storia

### Sviluppo
Il progetto del Vixen ebbe origine nel 1922 su iniziativa privata della Vickers che intendeva proporlo per la sostituzione dei velivoli da caccia Airco DH.9A e Bristol F.2 Fighter all'epoca in servizio.
Con la designazione interna di Type 71 il primo Vixen I, dotato di motore Napier Lion I, venne portato in volo nel febbraio del 1923. Dopo i primi collaudi si preferì optare per l'impiego come bombardiere diurno: modificato nella fusoliera di maggior lunghezza, il velivolo venne identificato come Type 87 Vixen II; nel corso di nuovi collaudi rivelò prestazioni soddisfacenti.
Malgrado i risultati delle prove l'Air Ministry considerò il Vixen maggiormente idoneo al ruolo di ricognitore ed emise un ordinativo di 6 esemplari che, in ragione delle modifiche apportate (seppur marginali), vennero identificati a tutti gli effetti come nuovo modello dando così origine al Vickers Venture (designazione interna Type 94).
Sempre sulla base delle versioni I e II venne realizzato un ulteriore modello da destinare all'esportazione, noto con il nome di Vickers Valparaiso che venne acquistato dalle autorità portoghesi.
Nel frattempo la Vickers costruì un nuovo esemplare, noto con la designazione di Type 91 (Vixen III), dotato di superficie alare più ampia e motorizzato con il motore Napier Lion II; anche in questo caso il velivolo non ebbe alcun successo commerciale. Nel corso del 1924 questo medesimo esemplare venne dotato di fusoliera allungata e motorizzato con un Rolls-Royce Condor III, assumendo così la designazione di Type 105 (Vixen IV).
Nel corso del 1925 il Servicio de Aviación Militar de Chile acquistò un Valparaiso e, in seguito al positivo esito delle prove di valutazione, avanzò un ordine per 18 esemplari equipaggiati con motore Napier Lion V che furono designati Vixen V (Type 116).
L'impiego nei climi caldi del Cile evidenziò alcuni aspetti critici determinati dalla struttura lignea della velatura del Vixen; per trovare soluzione a tali problemi la Vickers realizzò due prototipi caratterizzati dalla struttura interamente metallica, denominandoli rispettivamente Vivid (Type 130) e Valiant (Type 131).

### Descrizione tecnica
Il Vickers Vixen era un biplano biposto con la fusoliera dalla struttura in tubi d'acciaio ed ali in legno. La configurazione della velatura principale era moderatamente sesquiplana; gli impennaggi erano di tipo monoplano con l'elemento orizzontale disposto sulla linea mediana della fusoliera, al di sotto della deriva.
Nelle diverse versioni che si succedettero venne ampliata l'aperura alare, che passò dai 40 ft del Vixen I ai 44 del Vixen V (da 12,19 a 13,41 m), ed allungata la fusoliera.
L'equipaggio era disposto in due postazioni separate; quella anteriore era destinata al pilota mentre quella posteriore osservatore.
Il carrello d'atterraggio era del tipo triciclo posteriore: l'elemento principale aveva le ruote disposte immediatamente davanti al bordo d'attacco dell'ala inferiore, collegate fra loro da una barra trasversale.
Il motore della versione iniziale era un Napier Lion: si trattava di un 12 cilindri a W raffreddato a liquido; il raffreddamento era assicurato da un radiatore disposto frontalmente, davanti al motore. Nelle successive versioni del velivolo vennero installate versioni aggiornate del motore Lion oppure (specificamente nei Vixen IV e VI) vennero impiegati motori Rolls-Royce Condor (anche in questo caso si trattava di motori 12 cilindri, ma disposti a V). Nella versione Vixen VI il radiatore assunse dimensioni più contenute e trovò disposizione al di sotto della carenatura del mozzo dell'elica.
Il Vixen poteva essere dotato di 3 mitragliatrici Lewis calibro .303 in (pari a 7,7 mm), due sparanti in avanti ed una brandeggiabile, a disposizione dell'osservatore. Il carico offensivo poteva arrivare fino a 500 lb di bombe (pari a 227 kg).

### Impiego operativo
L'unica forza aerea ad impiegare il Vixen fu, come detto, il Servicio de Aviación Militar de Chile che ordinò (in due momenti successivi) un totale di 18 velivoli Vixen Mk.V dotati di motore Napier Lion V.
Il clima caldo del Cile settentrionale creò qualche difficoltà ai Vixen, sia a livello strutturale (in particolare alle ali ed agli impennaggi, realizzati interamente in legno) che a livello di propulsore (stante l'elevato rapporto di compressione che caratterizzava il W-12 britannico).
I Vixen cileni presero parte alle azioni di bombardamento operate contro le unità della flotta della Armada de Chile, nel corso degli episodi di ammutinamento avvenuti nell'estate del 1931, noti come Sublevación de la Escuadra de Chile.

## Versioni
- Type 71 Vixen I: prototipo che, nelle intenzioni, doveva ricoprire i ruoli di caccia e ricognitore; equipaggiato con motore Napier Lion I da 450 hp.
- Type 87 Vixen II: nuova designazione assegnata al primo prototipo, destinato al ruolo di bombardiere leggero.
- Type 91 Vixen III: esemplare realizzato ex novo; aveva apertura alare maggiorata al fine di incrementare le prestazioni alle quote più elevate.
- Type 105 Vixen IV: si trattava dell'esemplare già designato Vixen II, dotato di motore Rolls-Royce Condor III.
- Type 106 Vixen III: denominazione attribuita al velivolo ex Type 91 che, con modifiche di dettaglio, prese parte alla King's Cup Air Race del 1925.
- Type 116 Vixen V: versione multiruolo dotata di motore Napier Lion V. Venne costruito in 18 esemplari, acquistati dall'aeronautica cilena.
- Type 124 Vixen VI: nuova variazione di designazione subita dal velivolo Vixen IV. In questo caso le modifiche riguardavano l'equipaggiamento di bordo (che consentivano al velivolo capacità multiruolo) ed il motore (venne installato un Rolls-Royce Condor IIIA).
- Type 148 Vixen III: denominazione acquisita dal Vixen III in seguito alle modifiche operate per consentire la partecipazione alla King's Cup del 1927.

## Sviluppi correlati
Come già detto, diverse furono le varianti del progetto del Vixen che (seppur caratterizzate da modifiche marginali) vennero identificate con un nome diverso:
- Vickers Venture: impiegato dalla RAF nel ruolo di ricognitore;
- Vickers Valparaiso: acquistato ed impiegato dalla portoghese Arma da Aeronáutica Militar;
- Vickers Vivid: risulta che un esemplare sia stato impiegato in voli di servizio postale[7]; il velivolo, di proprietà della Vickers ed affittato alla Irish Airways Ltd., effettuò trasporti di posta (proveniente via nave dagli Stati Uniti d'America) tra Galway e Londra nel 1929[8]. Veniva offerta in vendita anche una versione idrovolante[9].
- Vickers Valiant: un prototipo, venduto al Cile.

## Utilizzatori
Cile
- Servicio de Aviación Militar de Chile

### Pubblicazioni
- (EN) The British Aircraft Industry - Vickers Ltd., in Flight, 29 maggio 1924. URL consultato il 21 maggio 2011.